# Myrmarachne vanessae
Myrmarachne vanessae là một loài nhện trong họ Salticidae.
Loài này thuộc chi Myrmarachne. Myrmarachne vanessae được Fred R. Wanless miêu tả năm 1978.